# Kościół Najświętszej Marii Panny w Rozalinie (Litwa)
 Kościół Najświętszej Marii Panny – kościół w Rozalinie (Litwa, okręg szawelski).
Ufundowany przez Adama Drobisza, starostę pojezierskiego i jego żonę, Rozalię. Zbudowany w 1794.
Kościół drewniany, na planie krzyża, z transeptem. Prezbiterium pięcioboczne. Fasada z dwiema czworobocznymi wieżami po bokach i sygnaturką pośrodku, nad wejściem.
Wyposażenie wnętrza barokowe, w tym zespół ołtarzy i 23 cenne rzeźby. Obraz w ołtarzu głównym, przedstawiający Matkę Boską z Dzieciątkiem otoczony jest kultem.
Obok kościoła znajduje się dzwonnica zbudowana po 1945 oraz drewniana ośmioboczna kaplica.